# Avril 1770
Cette page présente les faits marquants du mois d'avril 1770.

## Événements
- 28 avril : le navigateur britannique James Cook est le premier Européen à débarquer sur la côte orientale de l’Australie, à Botany Bay ; il en effectue le relevé et la conquiert pour le compte de la Grande-Bretagne, lui donnant le nom de Nouvelle-Galles du Sud. Le lieu de son mouillage est ainsi nommé à cause de la grande variété d’espèces botaniques jusque-là inconnues des Européens, que catalogue Joseph Banks, botaniste de l’expédition[1]. Remontant vers le nord, Cook fait le relevé de quelque 3 200 km de côtes. Le  11 juin l'expédition atteint la grande barrière de corail, longue de 2 600 km, au nord-est de l'Australie. Le navire Endeavour s'échoue sur les récifs. Il faut des semaines pour le réparer[2].